# Lolo Escobar
Manuel María Escobar Rodríguez (Don Benito, Badajoz, 13 de mayo de 1976) más conocido como Lolo Escobar, es un entrenador de fútbol español que actualmente se encuentra sin equipo.

## Trayectoria
Comenzó su carrera como entrenador dirigiendo a la Agrupación Deportiva Unión Adarve de Territorial Preferente, con el que lograría el ascenso a la Tercera División de España en la temporada 2011-12. En la temporada siguiente, Lolo lograría la cuarta posición del Grupo VII de la Tercera División con el que disputaría el play-off de ascenso a Segunda División B, eliminado por el CD Tropezón. 
En la temporada 2013-14, acabaría en tercera posición del Grupo VII de Tercera División y caería en los play-offs de ascenso en la eliminatoria frente al Orihuela CF.
En las siguientes temporadas dirigiría a equipos modestos del Grupo VII de la Tercera División de España como CD Puerta Bonita, CF Trival Valderas y Alcobendas Levitt CF.
En verano de 2017, firma por Las Rozas CF de Territorial Preferente, con el que lograría dos ascensos consecutivos, primero a Tercera División en la temporada 2017-18 y a Segunda División B en la temporada 2018-19.
El 13 de mayo de 2020, tras tres temporadas en el conjunto de Las Rozas CF, tras dos ascensos y mantenerlo en la división de bronce, el técnico de Don Benito pone fin a su etapa como técnico roceño.
El 4 de enero de 2021, firma como entrenador del Salamanca CF UDS de Segunda División B, para dar la vuelta a una situación clasificatoria complicada y evitar el descenso a Tercera. En 18 partidos al frente del equipo charro lograría 8 victorias, 8 empates y 2 derrotas que le valieron la salvación para disputar la Segunda División RFEF en la siguiente temporada.
El 5 de junio de 2021, se convierte en entrenador del CD Mirandés de la Segunda División de España. El 13 de febrero de 2022 fue destituido de su cargo, tras cosechar dos duras derrotas contra la SD Huesca (4-0) y contra el Real Sporting (0-3), dejando al CD Mirandés 17º en 27 partidos.
El 5 de diciembre de 2022, firma como entrenador del Hércules de Alicante CF de la Segunda Federación.
El 8 de julio de 2023, firma como entrenador del Algeciras CF de la Primera Federación.
El 11 de junio de 2024, firma como entrenador del C. D. Lugo en la Primera División RFEF. Dejó el cargo en enero de 2025.

## Clubes

### Como entrenador
| Club                              | País   | Año       |
| --------------------------------- | ------ | --------- |
| Agrupación Deportiva Unión Adarve | España | 2011-2014 |
| CD Puerta Bonita                  | España | 2014-2015 |
| CF Trival Valderas                | España | 2015-2016 |
| Alcobendas Levitt CF              | España | 2016-2017 |
| Las Rozas CF                      | España | 2017-2020 |
| Salamanca CF UDS                  | España | 2021      |
| CD Mirandés                       | España | 2021-2022 |
| Hércules de Alicante CF           | España | 2022-2023 |
| Algeciras CF                      | España | 2023-2024 |
| CD Lugo                           | España | 2024-2025 |